# Кабакова, Галина Ильинична
Галина Ильинична Кабакова (род. 7 августа 1960, Москва) — российский и французский этнолингвист и антрополог, доктор филологических наук, научный сотрудник Института славяноведения АН СССР, доцент кафедры славистики Университета Сорбонны (Париж), исследователь народной культуры славянских и балканских народов.

## Биография
Родилась в 1960 году в семье художника Ильи Иосифовича Кабакова. В 1977—1982 годах училась на романо-германском отделении филологического факультета МГУ имени М. В. Ломоносова. Работала во Всероссийской государственной библиотеке иностранной литературы им. М. И. Рудомино, училась в аспирантуре Института славяноведения АН СССР. В 1989 г. защитила в Институте славяноведения кандидатскую диссертацию «Терминология восточнороманской календарной обрядности в сопоставлении со славянской». В 1989—1994 гг. работала в Институте славяноведения РАН в качестве младшего научного сотрудника. Училась во Франции, в настоящее время — доцент кафедры славистики Университета Сорбонны (Париж).
В 2002 г. защитила докторскую диссертацию «Антропология женского тела в славянской традиции».

## Научная деятельность
Работая в Институте Славяноведения, Г. И. Кабакова занималась проблемами календарной и семейной обрядности у славян и румын, славянской мифологией, историей этнолингвистических исследований в России и Франции.
В монографии «Антропология женского тела в славянской традиции» (2001) Г. И. Кабакова затрагивает проблемы восприятия человеком вообще и женщиной в частности своего тела, рассматривает концепцию тела в контексте происхождения человека, грехи и болезни как связанные с телом явления, соотношение понятий кровь и душа, символические аспекты тела. Характеризуя рождение человека, автор останавливается на роли отца и повитухи, обрядовой стороне родов, на предсказании судьбы новорожденного и его «двойниках», программировании половых ролей, обрядах интеграции в общину — родинах, крещении, крестинах. Взросление и обряды инициации описываются сквозь призму брачных обрядов: свадьба названа женской инициацией. Уделяется внимание женскому труду — земледельческому и домашнему, особенно акцентировано рассмотрено ткачество как работа, связанная с космическими представлениями о пряхе-богине судьбы. Смерть и ее обрядовая и терминологическая сторона завершает исследование.
В работе «У истоков мира: Русские этиологические сказки и легенды» (2014) Г. И. Кабаковой в соавторстве с О. В. Беловой собраны этиологические сюжеты, объясняющие происхождение земного рельефа, духов отдельных мест и других сверхъестественных существ, природных стихий и объектов, животных, растений, человека, народов, профессий, языков, культуры, быта и этикета. Книга представляет собой собрание текстов, снабженных подробным комментарием.
Исследования последних лет посвящены антропологии еды. В междисциплинарном исследовании «Русские традиции гостеприимства и застолья» (2016) автор обращается к обычаям русского гостеприимства и застолья в их праздничном и повседневном вариантах. В книге восстанавливается структура застолья, определяемая характером праздника. Сравнивается восприятие застолья иностранцами и носителями русской культуры. Анализируется концепт homo edens (или просто едок) в этнолингвистическом контексте — в свете пословиц и поговорок, рассматриваются понятия «голод», «аппетит», «обжорство», пристрастия в еде. В процессе еды человек участвует в перераспределении благ, охватывающем социум, потусторонний мир и космос. По мнению автора, в процессе еды человек должен проявить свою человеческую природу, доказав, что он способен совладать со своими желаниями и страстями.
Анализ феномена этиологического текста продолжается в монографии «От сказки к сказке» (2019). Изучается взаимопроникновение этиологического корпуса и «народной Библии», рассматриваются популярные в Европе этиологические сюжеты, их происхождение, варианты и география: «Пересмотр продолжительности человеческой жизни и жизни животных», «Змея-жених», «Разные дети Евы», «Распределение судеб и даров», разбирается этиология различных объектов космоса и социума — луна, чужестранец, женщина, тело. Рассматривается специфика русского этиологического корпуса — этиология образа Бабы-яги. Автор исследует судьбу сказки в советской России, ее приспособление к задачам пропаганды, идеологической борьбы и воспитания молодого поколения.

## Основные работы

### Монографии
- Aux origines du monde: Contes et légendes d’Ukraine. Paris, 1999.
- Anthropologie du corps féminin dans le monde slave. Paris, 2000 (перевод на русский язык: Антропология женского тела в славянской традиции. М.: Ладомир, 2001. 334 с.)
- У истоков мира: Русские этиологические сказки и легенды. М.: ИСл РАН; Форум; Неолит, 2014. 528 с. (соавт. Белова О. В.)
- Русские традиции гостеприимства и застолья = Russian traditions of feast and hospitality. М.: Неолит, 2016. 463 с.
- От сказки к сказке. М.: Редкая птица, 2019. 240 с.
- Россия и Франция: диалог языковых стереотипов. М.: РАН, 2019. 60 с. (соавт. Березович Е. Л.)

### Статьи
- Новые румынские исследования по фольклору // ССл. 1986. № 2.
- Славянская мифология: Энциклопедический словарь. М., 1991 (соавт.).
- La magie étymologique // Language et société. 1992. № 60.
- О жанровых реализациях одного мифологического мотива: мифологический персонаж наносит ущерб человеку // Балканские чтения-2: Символический язык традиционной культуры. М., 1993.
- Французская этнолингвистика: проблематика и методология // ВЯ. 1993. № 6. A bras ouverts: les gestes manuels de la naissance // Eurasie. 1993. № 4.
- Le calendrier roumain: le dialogue de l’orthodoxie et de la civilisation populaire // Le temps de l’Europe. Strasbourg,1993. T. 1.
- Структура и география легенды о мартовской старухе // СБФ. М., 1994. [Вып. 7.] Верования. Текст. Ритуал.
- Les structures symboliques dans le «Dictionnaire ethnolinguistique des anticvités slaves» // Revue des études slaves. Paris, 1994. T. 66. № 1.
- Denumirile unor sarbatori si date calendaristice populare românesti în context lingvistic european — isoglose // Romanoslavica. 1995. T. 32.
- На пороге жизни: новорожденный и его «двойники» // Слово и культура: Памяти Никиты Ильича Толстого. М., 1998. Т 2. Запах смерти // Славяноведение. 2000. № 6.
- Откуда есть пошла Баба-Яга // Живая старина. 2016. № 2 (90). С. 11-12.
- Les nominations secondaires des «entrailles» en langue russe: l’homme psychique // Revue des études slaves. 2018. Т. 89. № 3. С. 319—338[4].